# Meistriliiga (Eishockey) 1990/91
Die Saison 1990/91 war die erste Spielzeit der Meistriliiga, der höchsten estnischen Eishockeyspielklasse. Meister wurde Kreenholm Narva II.

## Modus
In der Hauptrunde sollte jede der fünf Mannschaften 15 Spiele absolvieren, jedoch zog Talleks Tallinn nach acht Spielen seine Mannschaft vom Spielbetrieb zurück. Der Erstplatzierte der Hauptrunde wurde Meister. Für einen Sieg erhielt jede Mannschaft zwei Punkte, bei einem Unentschieden gab es ein Punkt und bei einer Niederlage null Punkte.

## Hauptrunde

### Tabelle
|    | Klub                | Sp | S  | U | N  | Tore    | Punkte |
| -- | ------------------- | -- | -- | - | -- | ------- | ------ |
| 1. | Kreenholm Narva II  | 15 | 13 | 1 | 1  | 142:80  | 27     |
| 2. | HK TVMK Tallinn     | 15 | 8  | 1 | 6  | 122:110 | 17     |
| 3. | LNSK Narva          | 15 | 4  | 1 | 10 | 83:108  | 9      |
| 4. | Keemik Kohtla-Järve | 15 | 3  | 1 | 11 | 75:104  | 7      |
| 5. | Talleks Tallinn     | 8  | 1  | 2 | 5  | 28:48   | 4      |

Sp = Spiele, S = Siege, U = Unentschieden, N = Niederlagen